# 長田武士
長田 武士（おさだ たけし、1931年8月31日 - 1998年11月24日）は、日本の政治家。現・神奈川県相模原市出身。八王子高等学校定時制卒業。衆議院議員（6期）。

## 経歴
1931年8月31日、現・神奈川県相模原市に生まれる。
1952年、私立八王子高等学校定時制を卒業する。
1976年12月5日、第34回衆議院議員総選挙に、伊藤惣助丸の後継として、旧東京5区から公明党推薦で立候補し、初当選する（以降6回）。公明党副書記長、公明党総務局長に就任する。
1986年12月、公明党大会で、公明党選挙対策委員長に就任する。
1989年、公明党中央執行副委員長に就任する。
1993年7月、第40回衆議院議員総選挙に立候補せず、選挙地盤を石井啓一に譲り、政界を引退する。
1998年11月24日、死去。67歳没。

## 人物
- 1998年、公明党委員長の竹入義勝が朝日新聞に55年体制の回顧録を連載したことに反発。

## 役職歴
- 公明党
  - 副書記長
  - 総務局長
  - 選挙対策委員長
  - 中央執行委員会副委員長